# Karlshöhe (Esselbach)
Karlshöhe (auch Carlshöhe)  ist ein Gemeindeteil der Gemeinde Esselbach im unterfränkischen Landkreis Main-Spessart in Bayern.

## Geographie
Die Einöde Karlshöhe besteht aus einem Forsthaus und Jagdschloss. Sie liegt auf 445 m ü. NHN im Spessart und gehört als Exklave im Fürstlich Löwensteinschen Park zur Gemeinde Esselbach. Die Einöde befindet sich auf dem nach Nordwesten Richtung Neubau gestreckten Gipfelgrat der Bauhöhe zwischen Hafenlohr und Heinrichsbach. Südöstlich fallen die Hänge zunächst flach, dann sehr steil zum Wachengrund ab.

## Geschichte
Das Forsthaus wurde mit dem Jagdschloss im Jahre 1818 unter Fürst Carl von Löwenstein-Wertheim-Rosenberg im Rahmen der Errichtung des Löwensteinschen Wildparks errichtet. Der frühere König Michael I. von Portugal verstarb hier am 14. November 1866.